# Ahmed Mhiri
Ahmed Mhiri, né en 1983 en Tunisie, est un entrepreneur franco-tunisien connu pour avoir fondé TravelCar, une plateforme de location de voitures entre particuliers, et pour son rôle de dirigeant chez Free2Move,,,.

## Biographie
Ahmed Mhiri est né en 1983 en Tunisie. Il est diplômé de l’École Supérieure des Technologies et d'Informatique (ESTI) de Tunis en 2006 et obtient un master spécialisé en sécurité des systèmes informatiques à l'Université de Versailles-Saint-Quentin-en-Yvelines en 2007.
Après plusieurs expériences en tant qu’ingénieur en sécurité informatique et chef de projet en France, Ahmed Mhiri fonde TravelCar en 2012, une startup permettant aux voyageurs de garer gratuitement leur voiture en la mettant en location pour d’autres utilisateurs.